# Joseph von Führich

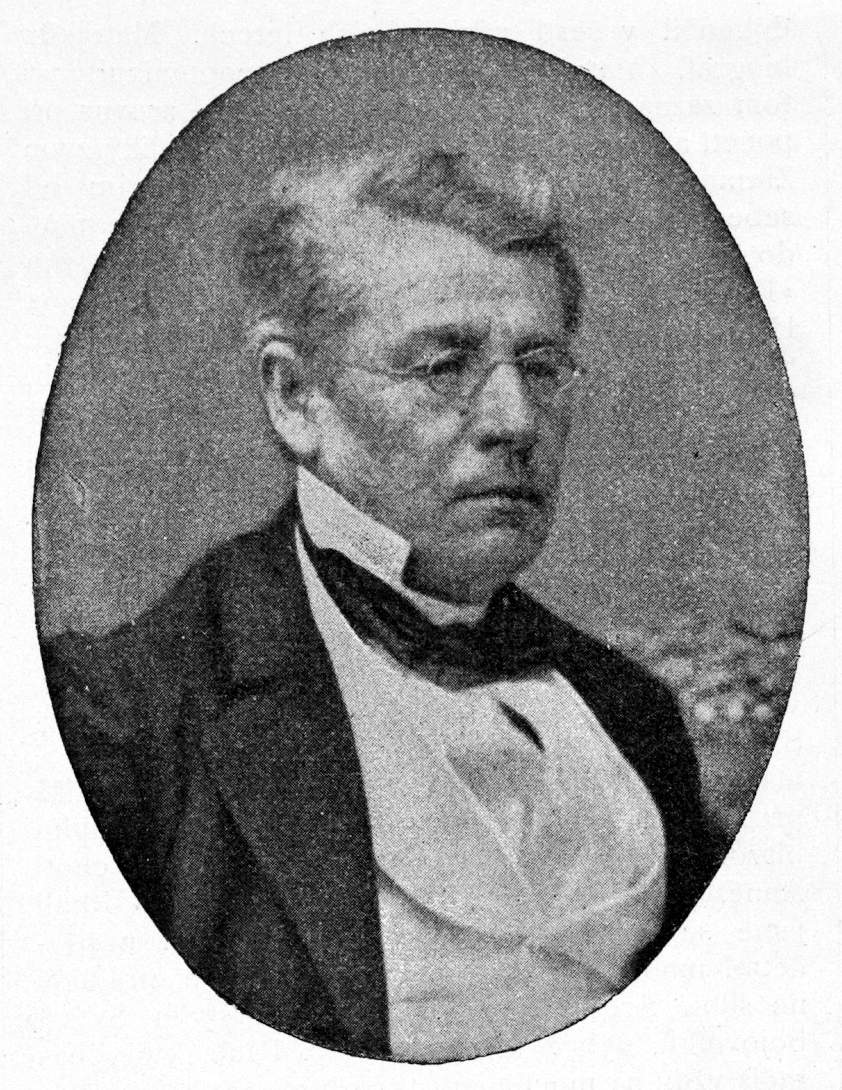
Joseph von Führich

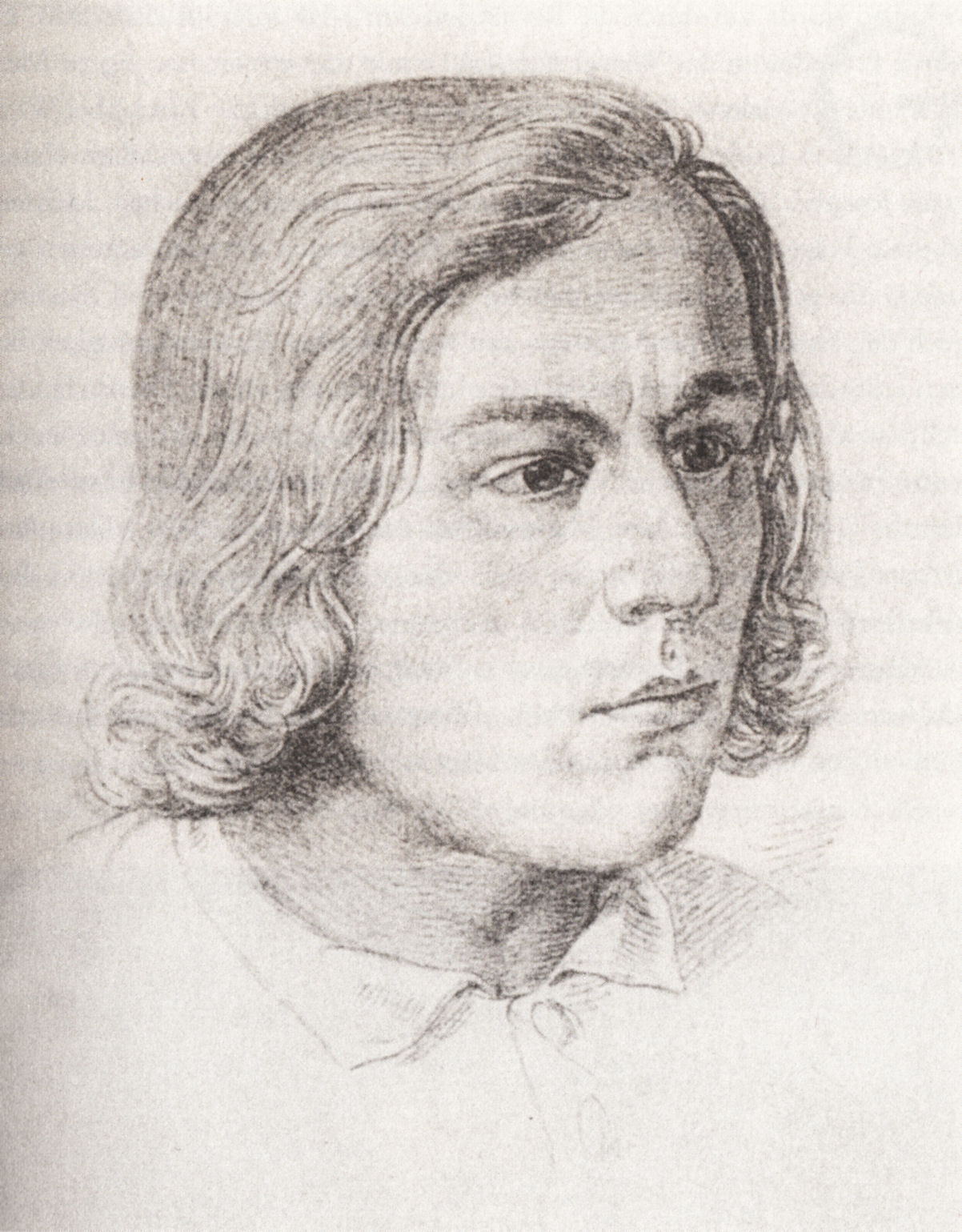
Selbstbildnis

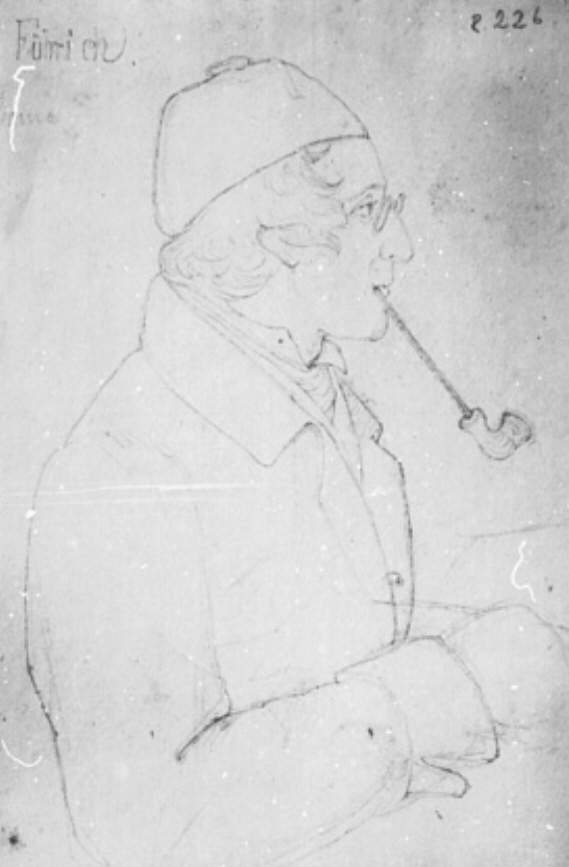
Theodor Rehbenitz – Porträt des Malers Joseph von Führich

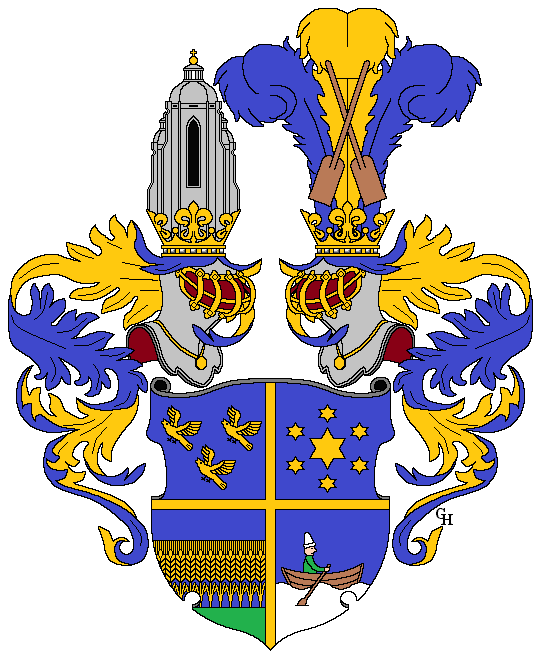
Wappen Führichs, verliehen bei seiner Erhebung in den Ritterstand 1861

Joseph Führich, seit 1861 Ritter von Führich (* 9. Februar 1800 in Kratzau, Bezirk Reichenberg, Leitmeritzer Kreis; † 13. März 1876 in Wien), genannt der Theologe mit dem Stifte, war ein böhmisch-österreichischer Maler religiöser Themen (Nazarener) und Historienmaler.

## Leben
Führich war der Sohn des Malers Wenzel Führich, von dem er auch seinen ersten künstlerischen Unterricht erhielt. Er hatte insgesamt elf Geschwister, darunter die Malerin Maria Antonia Führich. Neben dem väterlichen Unterricht bildete sich Führich autodidaktisch weiter. Seine erste selbständige Arbeit, das Altarbild „Maria im Grünen“, seit dem Jahr 1868 an einen Seitenaltar der Kirche Sankt Laurentius in Kratzau, ist anscheinend nicht mehr erhalten. Nachdem er 1819 mit zwei Bildern auf einer Kunstausstellung in Prag großes Aufsehen erregt hatte, erhielt er vom Besitzer der Herrschaft Kratzau, Graf Christian Christoph Clam-Gallas, ein Stipendium für die Kunstakademie Prag.
An der Kunstakademie Prag war er u. a. der Schüler von Joseph Bergler. Bereits während dieses Studiums wirkte Führich an der Ausstattung verschiedener Kirchen mit; u. a. Chanowitz, Liebenau, Nixdorf und Raspenau. Außerdem schuf er nach Anleitung seiner Lehrer Illustrationen zu Werken von Joseph Marius von Babo („Otto von Wittelsbach, Pfalzgraf in Bayern“), Johann Wolfgang von Goethe („Erlkönig“ und „Hermann und Dorothea“), August von Kotzebue, Friedrich Schiller, Ludwig Tieck („Phantasus“), Christoph Martin Wieland.
Als Führich sich studienhalber in Wien aufhielt, beeindruckte er mit Zeichnungen nach Tiecks Trauerspiel „Genoveva“ (Leben und Tod der heiligen Genoveva) den Fürsten von Metternich derart, dass dieser ihm 1829 eine Studienreise nach Rom ermöglichte. Dort führte sich Führich mit verschiedenen Proben seines Könnens bei Friedrich Overbeck ein und dieser ließ ihn von Anfang an an der Ausgestaltung der Villa Massimo mitarbeiten.
In Rom wurde Führich von den Nazarenern und deren religiösen Themen so sehr beeinflusst, dass er sich ausschließlich der Darstellung religiöser Themen widmete und dadurch den liebevollen Spitznamen Der Theologe mit dem Stifte bekam. Um 1831 kehrte Führich nach Prag zurück und heiratete dort im darauffolgenden Jahr Franziska Gassner.
1834 folgte Führich einem Ruf Metternichs nach Wien, um dort als Kustos der Gräflich Lambergsche Gemäldegalerie (heute Besitz der Akademie der bildenden Künste Wien) vorzustehen. Als solcher reiste Führich 1838 zusammen mit dem Maler Eduard Engerth nach Venedig, um dort Werke für die Galerie zu kaufen. Wahrscheinlich zum Dank dafür errichtete man an der Kunstakademie einen Lehrstuhl für geschichtliche Komposition und ernannte Führich zu dessen erstem Inhaber.
Neben seinen Zeichnungen religiösen Inhalts, mit denen Führich in ganz Europa bekannt wurde, wurden nun Ölbilder zu einem weiteren Schwerpunkt. In Zusammenarbeit mit Franz Josef Dobiaschofsky, Leopold Kupelwieser und Schulz entstanden nun monumentale Werke; z. B. in der Johann-Nepomuk-Kirche (Leopoldstadt) (Wien) und der neuen Altlerchenfelder Pfarrkirche. Unterbrochen wurde diese Arbeit durch die Märzrevolution 1848, als Führich in seine nordböhmische Heimat fliehen musste. Die Fresken der Kreuzwegstationen auf dem Laurenziberg in Prag schuf der Münchner Historienmaler Josef Holzmaier nach Vorlagen Führichs.
1851 konnte Führich nach Wien zurückkehren. Da aber im Zuge der Umstrukturierung der Kunstakademie die Führich-Schule aufgelöst wurde, verlor er damit auch seinen Lehrauftrag samt Titel. Die meisten seiner Schüler blieben ihm treu, und als Führich wieder mit einem Lehrauftrag betraut wurde, konnte er fast nahtlos weiter unterrichten. Zu seinen wichtigsten Schülern zählten Franz Josef Dobiaschofsky, Bonaventura Emler, Carl Joseph Geiger, Grünes, Caspar Jele, Klein, Lebert, Carl Madjera, Ludwig Mayer, Wenzel Ottokar Noltsch, Heinrich Reinhart, Karl Schönbrunner, Friedrich Staudinger, Stolz, Adam Vogler, Edmund von Wörndle und dessen Bruder August von Wörndle, der seit 1872 mit Führichs Tochter Anna verheiratet war.
Durch Kaiser Franz Joseph I. wurde Führich 1861 in den erblichen Ritterstand erhoben. Es wird kolportiert, dass der Kaiser persönlich um Vorschläge zur Verschönerung des Stephansdoms gebeten hatte. Die Entwürfe zu Glasmalereien dafür waren seine letzten Arbeiten. 1872 ging Führich mit Einverständnis des Hofes in den verdienten Ruhestand.
Anlässlich seines 75. Geburtstag wurde der Künstler zum Ehrenbürger der Stadt Wien ernannt. Im darauffolgenden Jahr starb Joseph von Führich in der Nacht vom 12. auf den 13. März 1876 in Wien.
Durch seine Kreuzwegbilder in der romantisch-religiösen Kunstrichtung des Nazarenerstils wurde Führich international bekannt. Als Kupferstiche verbreiteten sie sich und unzählige Maler benutzen diese als Vorlage für von ihnen gefertigte Kreuzwegtafeln. Eine kleine Autobiographie veröffentlichte Führich bereits 1844 im Almanach Libussa.
Seine Kritik an nichtreligiös motivierter Kunst seiner Gegenwart, die er in seinem Werk Von der Kunst äußerte, wurde von seinen Zeitgenossen außerordentlich negativ rezipiert. Seine darin gemachten Äußerungen über die „gegenwärtig herrschende Selbstsucht, Ueberbildung und Verschrobenheit“ der Gesellschaft und der Kunst haben maßgeblich auf August Wilhelm Ambros gewirkt.
Joseph von Führich wurde auf dem Grinzinger Friedhof (Gruppe 3, Nummer 14) beigesetzt. Im Todesjahr 1876 wurde in Wien Innere Stadt (1. Bezirk) die Führichgasse nach ihm benannt. In seinem Geburtsort Kratzau befindet sich eine Büste des Malers. 2001 brachte die österreichische Post eine Sonderbriefmarke zum 125. Todestag Führichs heraus.

## Werke

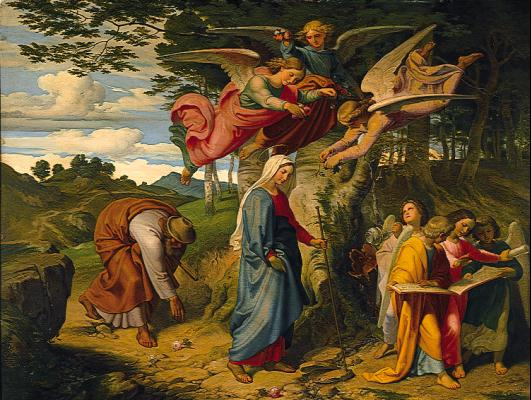
Der Gang Mariens über das Gebirge; 1841

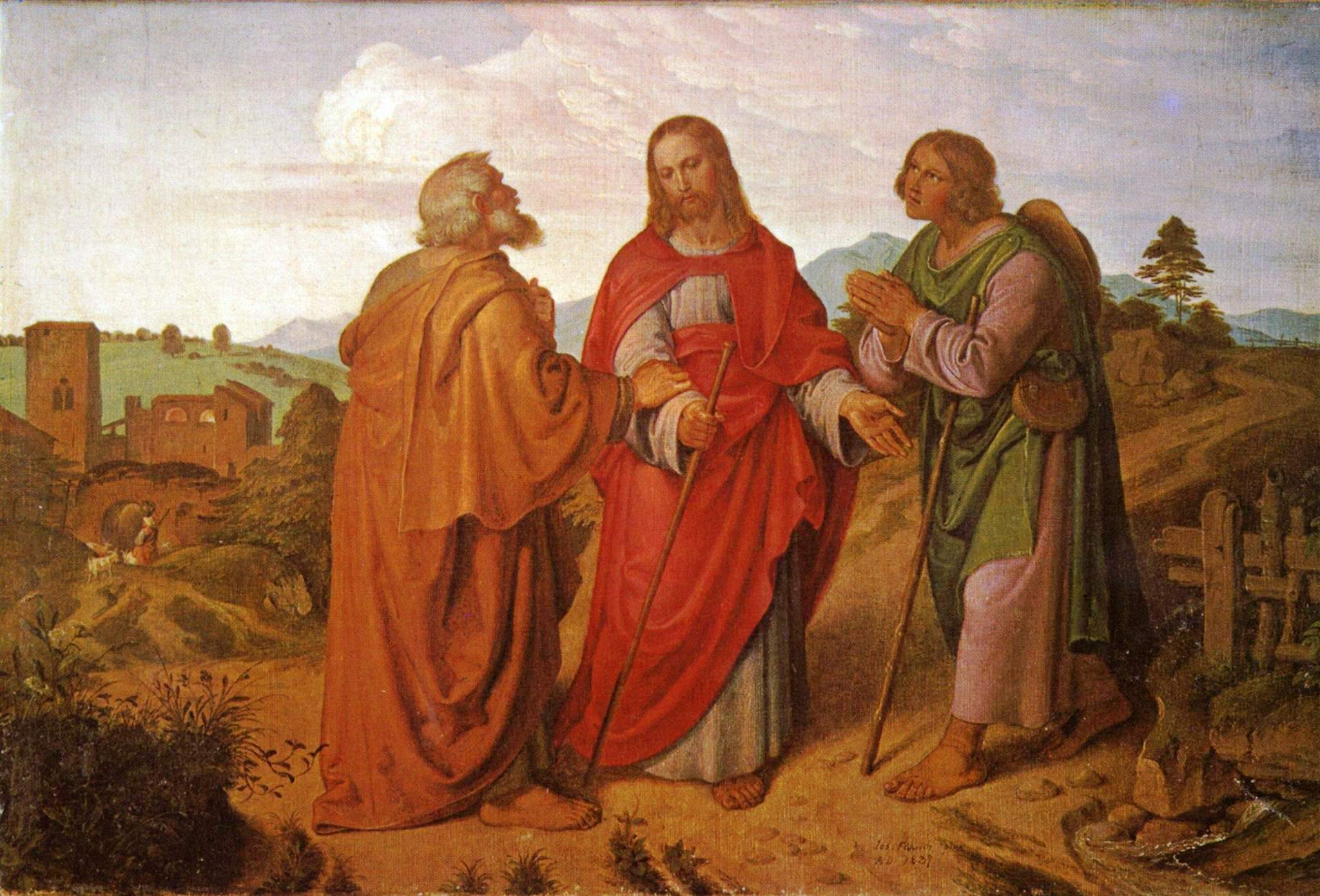
Der Gang nach Emmaus

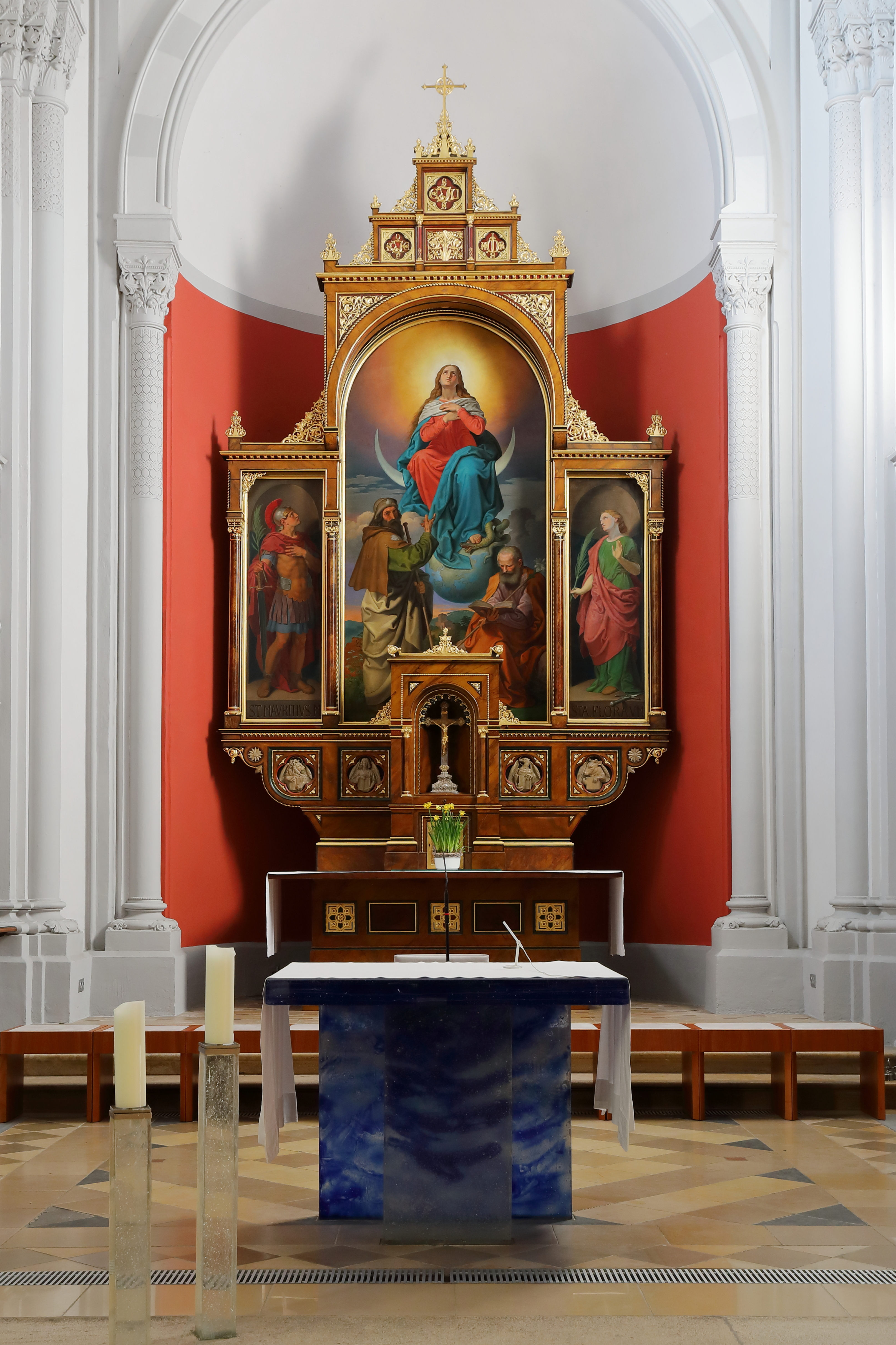
Hochaltarbilder in der kath. Stadtpfarrkirche Bad Vöslau; 1869/70

- Umrisse zu Göthes Hermann und Dorothea. Vieweg, Braunschweig 1827 (Digitalisierte Ausgabe der Universitäts- und Landesbibliothek Düsseldorf)
- Der betende Moses mit Aaron und Hur auf dem Berge Horeb (Wien, Österreichische Galerie), 1832, Öl auf Holz
- Gott schreibt Moses auf dem Berg Sinai die zehn Gebote auf zwei steinerne Tafeln (Wien, Österreichische Galerie), 1835, Öl auf Holz
- Waldesruh – Madonna mit Kind, hl. Adelheid und hl. Franziskus (Wien, Österreichische Galerie), 1835, Öl auf Leinwand134 × 100 cm
- Jakob begegnet Rachel mit den Herden ihres Vaters (Wien, Österreichische Galerie), 1836, Öl auf Leinwand, 66 × 92 cm
- Der Gang nach Emmaus (Bremen, Kunsthalle), 1837, Öl auf Leinwand, 29 × 44 cm
- Gang Mariens über das Gebirge (Wien, Österreichische Galerie), 1841
- Vision der Einwohner Jerusalems (Wien, Österreichische Galerie), 1844, Öl auf Leinwand
- Christus übergibt Petrus die Schlüssel (Esztergom, Keresztény Múzem, Inv. Nr. 55.413), 1848, Öl auf Leinwand, 95 × 78 cm
- Madonna in der Grotte (Altarbild in der Maria-Magdalenen-Kirche in Schönlinde – Krásná Lípa), 1861
- Rudolf von Habsburg und der Priester (Wien, Österreichische Galerie), 1870, Öl auf Leinwand, 111 × 135 cm
- Madonna (Esztergom, Keresztény Múzeum, Inv. Nr. 55.414), Öl auf Leinwand, 40 × 30 cm
- Liste der Führich-Kreuzwege

## Illustrationen (Auswahl)
- Verlag Gebrüder Mann u. a. (Hrsg.): Joseph Führich. Das Gebet des Herrn. Neun Bleistiftzeichnungen zum Vaterunser. Verlag Gebrüder Mann, 1958 (Mappe).
- In:  Album deutscher Künstler in Originalradirungen. – Düsseldorf : Buddeus, 1841. Digitalisierte Ausgabe der Universitäts- und Landesbibliothek Düsseldorf